# Charles Sturt
Sir Charles Sturt (n. 28 aprilie 1795, Bengal, Assam, India – d. 16 iunie 1869, Cheltenham, Anglia, Regatul Unit al Marii Britanii și Irlandei) a fost explorator al Australiei și om de stat britanic.

## Viața
Sturt s-a născut în India britanică în anul 1795, fiind al doilea fiu al lui Thomas Lenox Napier Sturt, judecător în Bengal în timpul Companiei engleze în Indiile orientale. Charles Sturt a fost trimis în Anglia de la 5 ani pentru educația sa, unde după ce a terminat clasa preparatorie, a intrat la Harrow în 1810. El a intrat în armată britanică la 9 septembrie 1813 în regimentul 39 de infanterie. A luat parte la războaiele napoleoniene din Spania și la campaniile din Irlanda.

## Explorarea Australiei

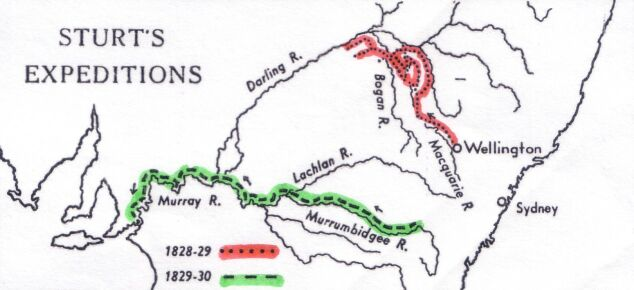
Traseul expediţiilor lui Charles Sturt pe fluviile Darling şi Murray

Sosit în Australia în anul 1826, căpitanul topograf britanic Sir Charles Sturt, întreprinde între anii 1828 și 1846 numeroase expediții în interiorul continentului, descoperind fluviul Darling și afluentul său Bogan (1828-1829), fluviul Murray și Lacul Alexandrina (1829-1830), stabilind astfel în linii generale configurația rețelei hidrografice majore din sud estul continentului.
În septembrie 1828, în căutarea "marelui lac interior", care se pare că aduna toate râurile de la nord de Lachlan, Sturt însoțit de Hamilton Hume și Wellington, coboară pe râul Macquarie, se îndreaptă apoi spre vest, atinge masivul Harris pe 20 decembrie și descoperă râurile Bogan la 17 ianuarie 1829 și Darling la 18 ianuarie, după care se îndreaptă spre nord pentru a studia râul Castlereagh.
A doua călătorie a lui Charles Sturt se desfășoară în perioada 3 noiembrie 1829 - 26 mai 1830. Însoțit de George Maclay și botanistul Fraser pornește din Sydney, coboară cu bărcile pe râul Lachlan, atinge râul Murrumbidgee la 25 noiembrie, apoi ajunge pe fluviul Murray la 14 ianuarie, observând că în porțiunea unde acesta își schimbă cursul general dinspre nord vest spre vest (34° latitudine sudică și 142° longitudine estică) primește ca afluent pe Darling (zărit în 23 ianuarie, și constată la 9 februarie că fluviul se varsă într-un liman (Lacul Alexandrina), dincolo de care se află Golful Encounter. Pe fluviul Murray și râul Murrumbidgee, revine la Sydney la 26 mai, stabilind astfel în linii generale configurația rețelei hidrografice din sud - estul continentului.
Din 15 august 1844, până în 1846 are loc prima expediție guvernamentală spre interiorul continentului condusă de Charles Sturt însoțit de J. Poole, medicul J. Harris-Browne și cartograful Jolur MacDouall Stuart. Pornind din Adelaide urmează în aval cursul fluviului Darling până la Lacul Menindee (11 octombrie), apoi se îndreaptă spre nord vest până la culmea muntoasă "The Barrier", oprindu-se lângă Milparinka pentru un îndelungat popas (27 ianuarie 1845 - 12 iulie). Înaintează apoi spre nord vest, pătrund în "Marele Deșert Pietros" (astăzi deșertul Sturt), apoi spre vest, unde descoperă "creek"-urile Strzelecki, Barcoo și, ceva mai spre nord, Diamantina. Pe la nord de Lacul Eyre, expediția ajunge aproape de centrul continentului (deșertul Simpson), pe care-l părăsesc pe 6 decembrie din lipsă de apă. De la Lacul Cawndilla (lângă Murray), bolnav și aproape orb, conducătorul expediției este transportat la Adelaide. Această călătorie a pus capăt mitului "marelui lac din interior".
În toată această perioadă, îndeplinește diferite funcții oficiale: secretar militar al guvernatrului Sir Ralph Darling (1827), topograf general al Australiei de Sud (1827-1833), reprezentant guvernamental al domeniilor coroanei (1839 -1842), șef al Arhivelor Australiei (1842 -1849), ministru de finanțe (1846-1851), întorcându-se apoi în Marea Britanie (1853).

## Opera
Rezultatele cercetărilor sale și impresiile de călătorie sunt cuprinse în lucrările:
- 1833: Two expeditions into the interior of the Southern Australia during the years 1828 - 1831  - 2 vol., Sydney
- 1849: Narrative of an Expedition into Central Australia, 1844 - 1846, together with a notice of the province of South Australia in 1847 - 2 vol., Adelaide

## Legături externe
- en  Biografie Arhivat în 4 martie 2011, la Wayback Machine.
- en  Dicționar australian biografie, Charles Sturt